# Bematistes euryta
Bematistes euryta är en fjärilsart som beskrevs av Palis 1821. Bematistes euryta ingår i släktet Bematistes och familjen praktfjärilar. Inga underarter finns listade i Catalogue of Life.